# Caroline K. Simon
Caroline Klein Simon (* 12. November 1900 in New York City; † 29. Juli 1993 ebenda) war eine US-amerikanische Juristin und Politikerin.

## Werdegang
Über die Jugendjahre von Caroline Klein Simon ist nichts bekannt. 1925 graduierte sie an der New York University School of Law. Der Bezirksstaatsanwalt Thomas E. Dewey aus Manhattan berief sie in einen Ausschuss, welcher den Domestic Relations Court Act überarbeitete. Während des Zweiten Weltkrieges war sie Direktorin des Office of Civilian Defense für Gruppenaktivitäten in New York, New Jersey und Delaware.
Der mittlerweile zum Gouverneur von New York gewählte Dewey berief sie 1943 in das vorübergehende New York State War Council's Committee on Discrimination in Employment und 1944 in den New York State Workers' Compensation Board. Sie bekleidete beide Posten bis 1945. Nach dem Ende des Krieges half sie beim Entwurf des ersten landesweiten Diskriminierungsgesetzes am Arbeitsplatz betreffend Rasse, Religion oder Nationalität zu entwerfen und wurde Gründungsmitglied der New York State Commission Against Discrimination.
1956 berief sie der demokratische Gouverneur von New York W. Averell Harriman in die neue New York State Youth Commission. Im Folgejahr, 1957, kandidierte sie als Republikanerin für das Amt als New York City Council President, erlitt aber eine Niederlage gegenüber Abe Stark (1893–1972). 1958 war sie als Justitiar für die amerikanische Delegation bei der UN-Menschenrechtskommission tätig.
Der Gouverneur von New York Nelson Rockefeller ernannte sie zum Secretary of State von New York – ein Posten, den sie von 1959 bis 1963 innehatte. Sie war damit die zweite Frau, die diesen Posten nach Florence E. S. Knapp bekleidete. Während ihrer Amtszeit erließ sie die ersten Vorschriften gegen Block Busting, bei welchen die Broker die Ängste der Immobilien-Eigentümer bezüglich rassischen und ethnischen Veränderungen in der Nachbarschaft schüren, um Verkäufe auszulösen.
1963 wurde sie zum Richter am New York Court of Claims ernannt – ein Posten, den sie bis 1964 innehatte.
Sie war Jüdin und gehörte dem American Jewish Committee an.

## Familie
Sie war mit dem Rechtsanwalt Leopold K. Simon verheiratet. Das Paar hatte zwei Kinder: Lee K. Simon und Cathy Simon Prince. In den frühen 1950er Jahren ließ sich das Paar scheiden. Danach heiratete sie Irving W. Halpern († 1966), welcher Chefbewährungshelfer am New York City Court of General Sessions war.